# アシュリー・ベル
アシュリー・ベル（Ashley Bell,  1986年5月26日 - ）は、アメリカ合衆国の女優、声優である。

## 来歴
1986年、カリフォルニア州サンタモニカ生まれ。父親は俳優のマイケル・ベルで、母親も同じく女優のヴィクトリア・キャロル。ニューヨーク大学のテッシュ・スクール・オブ・アートでファイン・アーツを専攻して2007年に卒業した。2003年にテレビシリーズ『ボストン・パブリック』で女優デビューを果たしており、2009年にはポーリッシュ兄弟の『草食男子の落とし方』などで映画デビューも果たした。2010年にモキュメンタリーの手法で撮影されたホラー映画『ラスト・エクソシズム』で、悪魔に取りつかれた少女を好演して、女優として認知され始めた。同作品は2作目も製作されており、2作目はモキュメンタリーではなく通常の映画の手法となっており、ベル自身も同役で続投している。第1作の演技が評価され、MTVムービー・アワードの恐怖映画部門においてノミネートもされた。そのほか声優として、日本製のゲームの英語版の声なども担当している。

## 出演作品

### 映画
- 草食男子の落とし方 Stay Cool (2009)
- 消されたヘッドライン State of Play (2009) ※声の出演、ノークレジット
- ラスト・エクソシズム The Last Exorcism (2010)
- マジック Magic (2010)
- The Day/ ザ・デイ The Day (2011)
- The Truth About Angels (2011)
- ラスト・エクソシズム2 悪魔の寵愛 The Last Exorcism Part II (2013)
- スパークス Sparks (2013)
- Chasing Shakespeare (2013)
- ネバー・サレンダー/ 肉弾無双 The Marine 3: Homefront (2013) ※ビデオ作品
- The Bounceback (2013)
- ハンティング・パーク Carnage Park (2016)
- クローズド・ガーデン Novitiate (2017)
- サイコパス 連続殺人犯たちの夜 Psychopaths (2017)
- ザ・パージ:魔法少女狩り Witch Hunt (2021)

### テレビドラマ
- ボストン・パブリック Boston Public (2003)
- CSI:科学捜査班 CSI: Crime Scene Investigation (2007)
- ユナイテッド・ステイツ・オブ・タラ United States of Tara (2009)
- The Walking Dead (2013)

### テレビアニメ
- ザ・ペンギンズ from マダガスカル The Penguins of Madagascar (2012)

### テレビゲーム
- 天地の門 (2005) ※英語版
- アリス・イン・ワンダーランド Alice in Wonderland (2010)
- Sorcery (2012)
- ライトニング リターンズ ファイナルファンタジーXIII (2013) ※英語版